# Cyclaspis prolifica
Cyclaspis prolifica is een zeekommasoort uit de familie van de Bodotriidae. De wetenschappelijke naam van de soort is voor het eerst geldig gepubliceerd in 1990 door Bacescu.